# Мартіна ван Беркель
Мартіна ван Беркель (23 січня 1989) — швейцарська плавчиня.
Учасниця Олімпійських Ігор 2012, 2016 років.